# Vaccinia
Vaccinia (sigla: VACV) é um vírus do gênero Orthopoxvirus da família Poxviridade que, em seres humanos, é causador de doença não letal, pustular e localizada. É consenso na literatura científica que o vírus vaccinia não tem hospedeiros naturais, porém casos de infecção de bovinos e humanos por vírus vaccinia são relatados no Brasil e na Índia.

## História

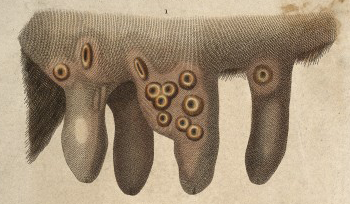
Úbere de uma vaca com vaccinia.

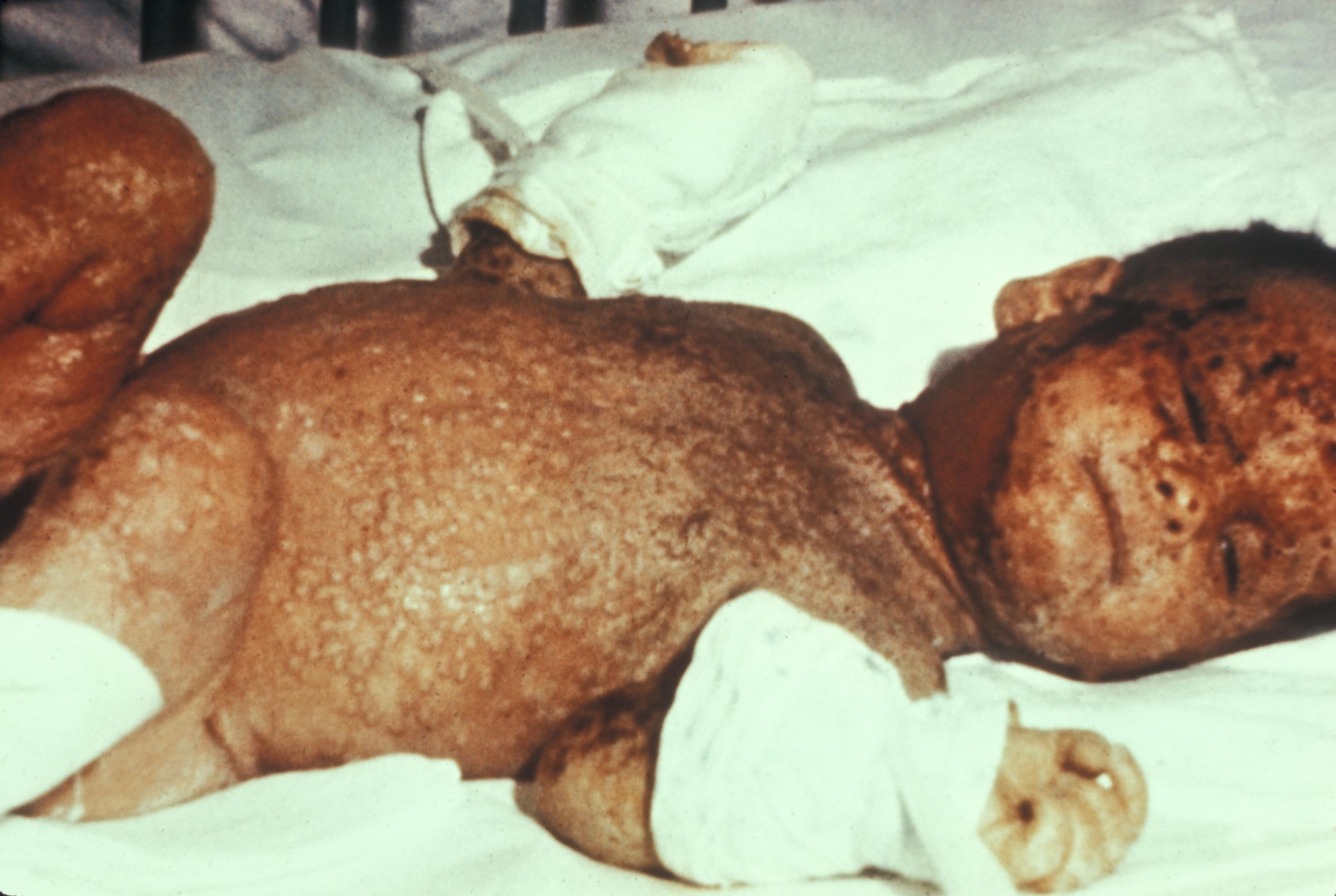
Bebê infectado pelo vírus vaccinia.

O médico Edward Jenner, em 1796, testou a hipótese que as ordenhadoras da região do interior da Inglaterra não contraíam varíola pois eram protegidas pela infecção que apresentavam nas mãos contraída das vacas (vírus da varíola bovina).  Ele retirou material da lesão da ordenhadora Sarah Nelmes e inoculou em uma criança. Semanas depois, ele inoculou no braço da criança material oriundo de lesão de varíola e a criança não desenvolveu a doença. Após outras tentativas com sucesso, ele publicou seus achados em 1798 no artigo "An Inquiry Into the Causes and Effects of the Variolae Vaccinae: A Disease Discovered in Some of the Western Counties of England, Particularly Gloucestershire, and Known by the Name of the Cow Pox". O material utilizado para essa prática passou a ser chamado de vírus vaccinia, em referência ao termo em latim vaccinae que denota a origem do material da vaca. Essa foi a primeira vacina desenvolvida no mundo, sendo um marco para a história da Medicina, da Imunologia e, principalmente, da virologia. Contudo, em 1939, o pesquisador inglês A.W. Downie analisou amostras da vacina antivariólica (vírus vaccinia) e de varíola bovina isolado de casos naturais recentes de cowpox em vacas. Sua conclusão foi que tratava-se de vírus totalmente diferentes, como, de fato, sabemos atualmente à luz da genômica: vírus vaccinia e varíola bovina são espécies distintas do gênero Orthopoxvirus. Assim, acredita-se que, de alguma maneira, após a descoberta de Jenner, o material utilizado para produção da vacina não mais foi o vírus da varíola bovina, mas o vírus vaccinia. Contudo, ganha força entre os pesquisadores a ideia de que Jenner pode não ter usado o vírus da varíola bovina como fonte para produção da vacina, mas vírus vaccinia que, na época poderia causar infecções naturais em vacas. Atualmente, o vírus vaccinia não causa infecções naturais no mundo, exceto no Brasil e India, como acima mencionado. Há ainda a presença na época de infecção de cavalos pelo vírus da varíola eqüina, um vírus semelhante ao vírus vaccinia, porém considerado um potencial ancestral para a linhagem de vírus vaccinia. O próprio Jenner cita no Inquiry que inoculou material de varíola em pessoas que tinham desenvolvido previamente lesões por varíola eqüina e essas pessoas não desenvolveram varíola.

## Surtos no Brasil
Identificado em focos esparsos desde 1999 entre bovinos na região Sudeste, a infecção por vírus vaccinia se espalhou pelo Brasil. A cepa de vírus vaccinia mais prevalente é o vírus Cantagalo, com inúmeros casos descritos ao longo dos anos. Outros isolados também são descritos, principalmente nas regiões de Minas Gerais e São Paulo.